# Domonkos-rendház (Vasvár)
A Domonkos-rendház Vasvár nyugat-magyarorazági kisváros központjában fekszik.

## A kolostor története

### Alapítás
A hagyomány szerint a Domonkos-rendet IV. Béla magyar király telepítette le Vasváron, saját kastélyát engedve át céljaikra. Annyi bizonyos, hogy a 13. század közepén már kétségtelenül állt a kolostor, s a 14. század eleje óta kimutatható, hogy IV. Bélát tartották első donátorának. Legkorábbi hiteles említése 1254-ből maradt fenn, de feltételezhető, hogy már a tatárjárás előtt megtelepedtek a domonkosok a városban, s így a kezdetek a rend magyarországi történetének legkorábbi szakaszáig nyúlnak vissza. A vasvári kolostor tehát Magyarország legrégebbi, ma is álló Domonkos-kolostora.

### A kolostor a középkorban
A vasvári a középkorban a jelentősebb dominikánus kolostorok közé tartozott. Akkori épületegyüttese egy, a maival megegyező méretű templomból és egy hozzá kapcsolódó L alakú, egyemeletes kolostorépületből állt. A falakat eredetileg festmények díszítették. A 14. században épült ki az udvar körül a kerengő. A kolostor különleges értékét az adja, hogy épületegyüttese alaprajzában és fő tömegében megőrizte eredeti, 13. századi formáját. A műemléki kutatások során derült ki, hogy a középkori alapokon újjáépült, egyszerű barokk épületnek tartott kolostor jelentős részében megőrizte az eredeti középkori falakat. Bebizonyosodott, hogy a templom és a kolostor együttese egységes elképzelés szerint, egy építési periódusban épült fel a 13. század közepén ill. második felében. Ebből az építési korszakból voltaképpen érintetlenül, egészen párkányszintig fennmaradtak a templom falai, a kolostor nyugati és déli szárnyának fő falai pedig emeletmagasságig (csak a nyílásrendszerük változott). A kolostor temploma háromhajós, szentélyzáródásai félkörívesek, a 21 m hosszú, 13 m széles templomnak két nyugati tornya van.
A kolostor a 16. század közepéig működött.

### A kolostor a török megszállás alatt
Akkor a szerzetesek a török veszély és a terjedő reformáció miatt elhagyták. Vasvár 1578-ban veszítette el megyeszékhely rangját, ettől kezdve a közgyűléseket a biztonságosabbnak számító Szombathelyen tartották.
A kolostor épülete Vasvár földesurai, a Gersei Pető család és rokonsága kezére került. Többször is használták katonai célokra. A 17. század közepén, amikor Ákosházi Sárkány János egerszegi főkapitány birtokában volt, jelentősen megerősítették. Ekkor épült a délnyugati sarkon álló torony, amelyet építtetőjéről Sárkány-toronynak neveznek. A várkastélynak számító épület az 1664. évi török hadjárat idején jelentős károkat szenvedett. Vasváron kötötték meg az 1663/64-es török háborút lezáró nevezetes békét.
Már romos állapotban jutott Széchényi György (érsek) birtokába, aki aztán 1684-ben visszaadta a kolostor épületét az újjászerveződő Domonkos-rendnek. A Domonkos-templom lényegében 1689-től tölti be a plébániatemplom szerepét.

### A 18. századtól napjainkig
Jelentősebb építkezésekre a 18. század második felében került sor: a templomhajót beboltozták, a kolostort bővítették (déli szárnyán díszes ebédlő épült, amely a 20. század eleji átépítéseknek esett áldozatul). A szentély diadalívén ma is látható feliratos tábla tanúsága szerint az újjáépítés 1771-ben fejeződött be. A szentélyben megmaradt a gótikus keresztboltozat. Szép barokk és rokokó stílusú berendezése van. Az U alakú kolostorépület eredetileg földszintes volt, az emeletráépítés 1929-30-ban történt. A domonkos szerzetesek egészen 1950-ig (a szerzetesrendek föloszlatásáig) tevékenykedtek Vasváron.

## Helyreállítása
1985–86-ban műemléki kutatásokat végeztek, s elkészült a templom és a nyugati szárny helyreállítása. A város és a domonkos rend összefogásával múzeumot és Rendtörténeti Gyűjteményt alakítottak ki. A kolostorépület emeleti szintjén a kiállítás mellett műemlék-könyvtár meg egy rekonstruált szerzetesi cella várja a látogatókat.